# پاتریک سونتیمر
پاتریک سونتیمر (انگلیسی: Patrick Sontheimer؛ زادهٔ ۳ ژوئیهٔ ۱۹۹۸) بازیکن فوتبال اهل آلمان است.
از باشگاه‌هایی که در آن بازی کرده‌است می‌توان به باشگاه فوتبال گروتر فورث اشاره کرد.
وی همچنین در تیم‌های ملی فوتبال جوانان آلمان و جوانان آلمان بازی کرده‌است.